# Кутловиця
Ку́тловиця (болг. Кутловица) — село в Силістринській області Болгарії. Входить до складу общини Алфатар.

## Населення
За даними перепису населення 2011 року у селі проживали 64 особи, з них 63 особи (98,4%) — болгари.
Розподіл населення за віком у 2011 році:
Динаміка населення: